# Ligne de tramway 20 (SNCV Groupe de la Côte)
La ligne 20 Furnes - La Panne est une ancienne ligne de tramway vicinal de la Société nationale des chemins de fer vicinaux (SNCV) qui reliait Furnes à La Panne entre 1901 et 1954.

## Histoire
25 juillet 1901 : mise en service entre la gare de Furnes et La Panne Terminus, section Furnes Gare - Furnes Pannestraat / Noordstraat commune avec la ligne 348 Ostende - Furnes (capital 2) et nouvelle section (capital 115) ; exploitation par les Railways économiques de Liège-Seraing et extensions (RELSE).
1905 : reprise de l'exploitation par le Chemin de fer électrique d'Ostende-Blankenberghe et ses extensions (CFOBE).
1914 : reprise de l'exploitation par l'Omtrek Diksmuide - Yper (ODI).
1927 : reprise de l'exploitation par la Société pour l'Exploitation des Lignes Vicinales d'Ostende et des Plages Belges (SELVOP).
1er août 1930 : traction électrique et attribution de l'indice 8, électrification de la section Furnes Pannestraat / Noordstraat - La Panne Terminus (capital 115, autres sections déjà électrifiées),.
5 septembre 1954 : suppression.

## Infrastructure

### Dépôts et stations
Nom : (gare) : quand le dépôt ou la station est accolé ou proche d'une gare.
Type : D : dépôt , S : station , Sf : si la station sert de gare douanière à la frontière , Sp : si la station est établie dans un bâtiment privé le plus souvent un café ou plus rarement une habitation privée.
| Illustration | Nom           | Type | Commune  | Localisation                | État                              | Remarques |
| ------------ | ------------- | ---- | -------- | --------------------------- | --------------------------------- | --------- |
|              | Furnes (gare) | D    | Furnes   | 51° 04′ 22″ N, 2° 40′ 30″ E | Hors service.                     |           |
|              | La Panne      | D    | La Panne | 51° 05′ 45″ N, 2° 35′ 04″ E | Hors service, utilisé par le TTO. |           |

## Exploitation

### Horaires
Tableaux : 353 (1931), n° de tableau partagé avec la ligne 353 Furnes - Poperinge.